# Thyene ogdeni nyukiensis
Thyene ogdeni nyukiensis is een spinnenondersoort in de taxonomische indeling van de springspinnen (Salticidae).
Het dier behoort tot het geslacht Thyene. De wetenschappelijke naam van de soort werd voor het eerst geldig gepubliceerd in 1925 door Roger de Lessert.